# Wera Röttgering

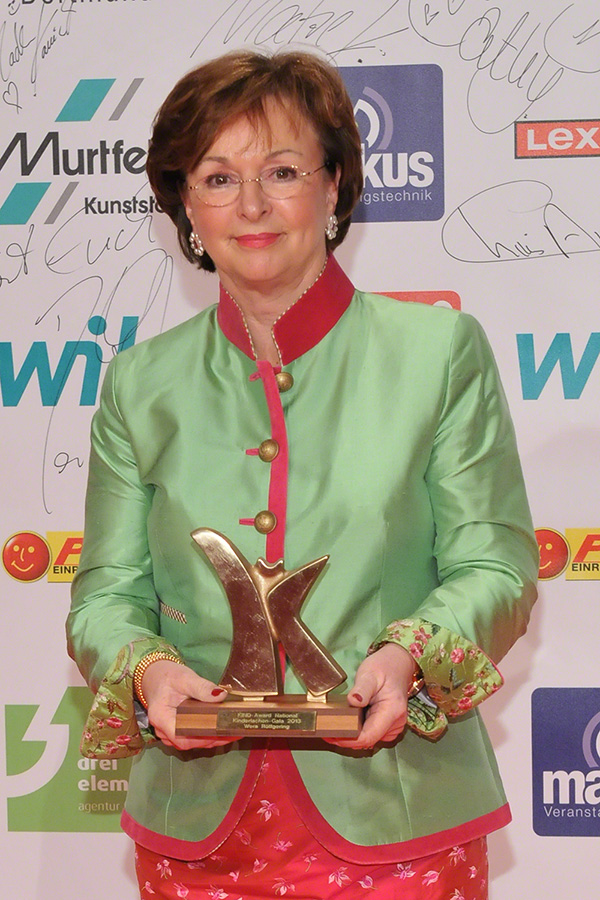
Wera Röttgering (2013) mit KIND Award

Wera Röttgering, geb. Hengst, (* 1944 in Chemnitz) ist die Gründerin und Vorsitzende des deutschen Vereins Herzenswünsche e.V., welcher versucht, die Herzenswünsche schwer kranker Kinder zu erfüllen. Sie ist die Tochter von Walter Hengst, Gründer des gleichnamigen Automobilzulieferer-Unternehmens.

## Werk
1992 gründete Röttgering in Münster den Verein Herzenswünsche e.V., welcher wie sein amerikanisches Vorbild, die Make-A-Wish-Foundation, versucht, die Wünsche schwer kranker Kinder im Alter zwischen drei und 18 Jahren zu verwirklichen.

## Auszeichnungen
- Elisabeth-Norgall-Preis (1995, verliehen vom International Women’s Club of Frankfurt)
- Bundesverdienstkreuz (2002)
- HanseMerkur-Preis für Kinderschutz (2004)
- Silberne Kiepe (2004, verliehen vom Deutschen Hotel- und Gaststätten-Verband)
- Frau des Jahres (2004, vom Deutschen Staatsbürgerinnen Verband)
- Apollonia-Preis (2011, verliehen von der Apollonia zu Münster – Stiftung der Zahnärzte in Westfalen-Lippe)
- Goldene Bild der Frau (2012, verliehen von der Zeitschrift Bild der Frau)[1]
- KIND Award National (2013 verliehen vom Verein Kinderlachen)